# 1915 na política

## Eventos
- 9 de Fevereiro - Primeira Guerra Mundial: é encerrado o Canal do Suez a todas os navios de países neutrais.
- 22 de abril - Primeira Guerra Mundial: primeira utilização de gás por parte dos alemães, na Flandres.[1]
- 24 de Abril - início do saque e do massacre aos arménios e que mais tarde resultaria em mais de 1.500.000 de arménios mortos
- Álvaro Figueroa y Torres Mendieta substitui Eduardo Dato y Iradier como presidente do governo de Espanha.
- 23 de maio[1] - A Itália rompeu com a Alemanha e aliou-se á Tríplice Entente.
- 4 de agosto - Os alemães ocupam Varsóvia.[1]
- 5 de outubro - A Bulgária entra na guerra ao lado das potências centrais.

## Nascimentos
| Data          | Nome                 | Profissão                                                 | Nacionalidade   | Observações | Ref   |
| ------------- | -------------------- | --------------------------------------------------------- | --------------- | ----------- | ----- |
| 18 de janeiro | Kaúlza de Arriaga    | general português da Guerra do Ultramar                   | Portugal        | m. 2004     |       |
| 20 de março   | Rudolf Kirchschläger | político austríaco e presidente da Áustria de 1974 a 1986 | Áustria-Hungria | m. 2000     | [ 2 ] |
| 30 de março   | Pietro Ingrao        | político                                                  | Itália          | m. 2015     |       |

## Mortes
| Data       | Nome          | Profissão                                                     | Nacionalidade | Observações | Ref |
| ---------- | ------------- | ------------------------------------------------------------- | ------------- | ----------- | --- |
| 1 de julho | Porfirio Díaz | presidente do México em 1876, de 1877 a 1880 e de 1884 a 1911 | México        | n. 1830     |     |